# Uroplakin-2
Uroplakin-2 ist ein Oberflächenprotein aus der Gruppe der Uroplakine.

## Eigenschaften
Uroplakin-2 ist ein Bestandteil der asymmetric unit membrane (AUM) des Urothels. Es wird im Harnleiter gebildet. Es wird nach zwei basischen Aminosäuren (Position 83 und 84) durch Proteolyse gespalten und ist glykosyliert.